# Preux-au-Bois
Preux-au-Bois település Franciaországban, Nord megyében. Lakosainak száma 839 fő (2022. január 1.). Preux-au-Bois Hecq, Locquignol, Poix-du-Nord és Robersart községekkel határos.

## Népesség
A település népességének változása:
| Lakosok száma | 837  | 831  | 856  | 844  | 840  | 837  | 833  | 838  | 839  |
|               | 2013 | 2015 | 2016 | 2017 | 2018 | 2019 | 2020 | 2021 | 2022 |